# Quds 1
Quds-1 (designado 351 por el gobierno de Estados Unidos) es un misil de crucero de ataque terrestre utilizado por el movimiento de los hutíes en Yemen.  Los hutíes afirman que lo han desarrollado ellos mismos, pero algunas fuentes no están de acuerdo.

## Diseño
Según el experto en misiles Fabian Hinz podría tratarse de una copia del misil iraní Soumar o del ruso Kh-55. Sin embargo, el tamaño del misil es más pequeño que el iraní y su alcance es mucho más corto debido a que tiene menos espacio a bordo para el combustible y a que es un misil de crucero lanzado desde tierra en lugar de desde aire. Añadió que existen diferencias entre el misil Soumar y el misil Quds-1 como "todo el diseño del propulsor, la posición de las alas, las alas fijas del Quds 1, la forma del cono de la nariz, la forma del fuselaje de popa, la posición de los estabilizadores y la forma de la tapa del motor y del escape". Según Fabian Hinz, el alcance del Quds-1 es "significativamente" menor que el del Soumar iraní.
El motor principal es una copia sin licencia del turborreactor TJ-100 producido por PBS Velká Bíteš en Chequia. El informe final de la ONU del Panel de Expertos sobre Yemen se publicó el 27 de enero de 2020.
Utiliza el sistema de navegación TERCOM.
Un "misil de crucero Quds" se encontraba entre los vehículos aéreos no tripulados (UAV) de largo alcance que los hutíes mostraron a los medios de comunicación en julio de 2019. Jane's Defense Weekly lo describió como más corto, con alas y aletas de diferentes formas, con el motor montado en la parte superior en lugar de en el interior y un propulsor de lanzamiento de cohetes más pequeño en comparación con el iraní Ya Ali. Las aletas se parecían al misil utilizado en el ataque al aeropuerto internacional de Abha el mes anterior.

## Quds-2
Yemen también utiliza el misil de crucero Quds-2, y se supone que es una versión más avanzada del Quds-1, con mayor velocidad y alcance.